# Polyalthia
Polyalthia is een geslacht uit de familie Annonaceae. De soorten uit het geslacht komen voor op het eiland Madagaskar en van (sub)tropisch Azië tot in Noord-Australië.

## Soorten
- Polyalthia angustissima Ridl.
- Polyalthia barenensis Bân
- Polyalthia borneensis Merr.
- Polyalthia bracteosa Bân
- Polyalthia bromantha I.M.Turner
- Polyalthia brunneifolia J.Sinclair
- Polyalthia bullata King
- Polyalthia cambodica (Finet & Gagnep.) Wiya & Chaowasku
- Polyalthia castanea Ridl.
- Polyalthia cauliflora Hook.f. & Thomson
- Polyalthia celebica Miq.
- Polyalthia chalermglinii Bunchalee & D.M.Johnson
- Polyalthia chantaranothaii Bunchalee & Chalermglin
- Polyalthia charitopoda I.M.Turner
- Polyalthia chayamaritiana Bunchalee & N.A.Murray
- Polyalthia chinii I.M.Turner & Utteridge
- Polyalthia chrysotricha Ridl.
- Polyalthia cinnamomea Hook.f. & Thomson
- Polyalthia clavigera King
- Polyalthia clemensiorum Jovet-Ast
- Polyalthia corticosa (Pierre) Finet & Gagnep.
- Polyalthia debilis (Pierre) Finet & Gagnep.
- Polyalthia dictyoneura Diels
- Polyalthia dolichopoda I.M.Turner
- Polyalthia dumosa King
- Polyalthia elegans K.Schum. & Lauterb.
- Polyalthia elliptica (Blume) Blume
- Polyalthia endertii D.M.Johnson
- Polyalthia evecta (Pierre) Finet & Gagnep.
- Polyalthia flagellaris (Becc.) Airy Shaw
- Polyalthia fruticosa (Jessup) B.Xue & R.M.K.Saunders
- Polyalthia gamopetala Boerl. ex Koord.-Schum.
- Polyalthia gracilicolumnaris H.Okada, Tsukaya & Suleiman
- Polyalthia gracilipes Merr.
- Polyalthia guabatuensis I.M.Turner & Utteridge
- Polyalthia guamusangensis I.M.Turner & Utteridge
- Polyalthia heliopetala Leerat. & Bunchalee
- Polyalthia heteropetala (Diels) Ghesq.
- Polyalthia hirtifolia J.Sinclair
- Polyalthia hispida B.Xue & R.M.K.Saunders
- Polyalthia ichthyosma I.M.Turner
- Polyalthia igniflora D.M.Johnson
- Polyalthia insignis (Hook.f.) Airy Shaw
- Polyalthia intermedia (Pierre) Bân
- Polyalthia johnsonii (F.Muell.) B.Xue & R.M.K.Saunders
- Polyalthia kanchanaburiana Khumch. & Thongp.
- Polyalthia khaoyaiensis Bunchalee & Chantar.
- Polyalthia kinabaluensis I.M.Turner
- Polyalthia lanceolata S.Vidal
- Polyalthia lancilimba C.Y.Wu ex P.T.Li
- Polyalthia lasioclada I.M.Turner
- Polyalthia lateritia J.Sinclair
- Polyalthia longipedicellata (Alister, G.Rajkumar, Nazarudeen & Pandur.) Shailaj., B.Parthipan, A.K.Sreekala & E.S.S.Kumar
- Polyalthia longirostris (Scheff.) B.Xue & R.M.K.Saunders
- Polyalthia luzonensis B.Xue & R.M.K.Saunders
- Polyalthia malabarica (Bedd.) I.M.Turner
- Polyalthia meghalayensis V.Prakash & Mehrotra
- Polyalthia microsepala Diels
- Polyalthia microtus Miq.
- Polyalthia miliusoides I.M.Turner
- Polyalthia mindorensis Merr.
- Polyalthia miniata Teijsm. & Binn.
- Polyalthia minima Jovet-Ast
- Polyalthia minutiflora Elmer
- Polyalthia monocarpioides I.M.Turner
- Polyalthia montis-silam D.M.Johnson
- Polyalthia moonii Thwaites
- Polyalthia motleyana (Hook.f.) Airy Shaw
- Polyalthia myristica I.M.Turner
- Polyalthia novoguineensis (H.Okada) B.Xue & R.M.K.Saunders
- Polyalthia obliqua Hook.f. & Thomson
- Polyalthia oblonga King
- Polyalthia pakdin I.M.Turner & Utteridge
- Polyalthia parviflora Ridl.
- Polyalthia persicifolia (Hook.f. & Thomson) Bedd.
- Polyalthia pisocarpa (Hassk.) I.M.Turner
- Polyalthia polyphlebia Diels
- Polyalthia praeflorens Bân
- Polyalthia pumila Ridl.
- Polyalthia rufescens Hook.f. & Thomson
- Polyalthia saprosma I.M.Turner
- Polyalthia sessiliflora (Ast) Bân
- Polyalthia socia Craib
- Polyalthia spathulata (Teijsm. & Binn.) Boerl.
- Polyalthia stellata (Heusden) B.Xue & R.M.K.Saunders
- Polyalthia stenopetala (Hook.f. & Thomson) Finet & Gagnep.
- Polyalthia stenophylla I.M.Turner
- Polyalthia subcordata (Blume) Blume
- Polyalthia suberosa (Roxb.) Thwaites
- Polyalthia submontana (Jessup) B.Xue & R.M.K.Saunders
- Polyalthia suthepensis Wiya & Chaowasku
- Polyalthia sympetala I.M.Turner
- Polyalthia taweensis Bunchalee & Leerat.
- Polyalthia tipuliflora D.M.Johnson
- Polyalthia trochilia I.M.Turner
- Polyalthia venosa Merr.
- Polyalthia watui K.M.Wong
- Polyalthia xanthocarpa B.Xue & R.M.K.Saunders
- Polyalthia yingjiangensis Y.H.Tan & B.Xue